# ضريح أنوبيس
كان ضريح أنوبيس جزءًا من معدات الدفن لملك الأسرة المصرية الثامنة عشر توت عنخ آمون. اكتشف هوارد كارتر قبره سليمًا تقريبًا في 4 نوفمبر 1922 في وادي الملوك في غرب طيبة. اليوم، معروض الرقم 26، معروض في المتحف المصري في القاهرة، مع رقم الجرد JE 61444.

## الاكتشاف

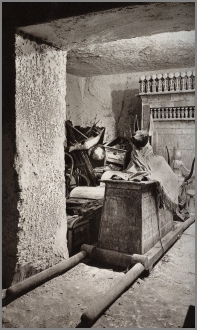
ضريح أنوبيس في الموقع عند مدخل الخزانة

تم العثور على ضريح أنوبيس خلف المدخل غير المسدود الذي يؤدي من حجرة الدفن إلى الخزانة. كان الضريح، وعليه صورة للإله أنوبيس، متجهًا نحو الغرب. وخلفه كان يوجد ضريح كانوبي كبير يحتوي على صندوق كانوبي للملك وأواني. أثناء العمل في غرفة الدفن، تم حظر مدخل الخزانة (الذي أطلق عليه كارتر في مذكراته غرفة المتجر) بألواح خشبية، بحيث لا يؤدي العمل إلى إتلاف الأشياء الموجودة في غرفة التخزين. بدأ التحقيق في غرفة المخزن وتطهيرها في موسم التنقيب الخامس (22 سبتمبر 1926 - 3 مايو 1927) ووصف كارتر ضريح أنوبيس لأول مرة في يوميات التنقيب الخاصة به في 23 أكتوبر 1927.

## تمثال أنوبيس
تمثال أنوبيس، المصور على شكل حيوان على أنه ابن آوى راقد، مثبت بسقف الضريح. التمثال مصنوع من الخشب ومغطى بطلاء أسود. تم عمل الأجزاء الداخلية من الأذنين والحاجبين وحواف العيون والياقة والشريط المعقود حول الرقبة في ورقة ذهبية. العيون مطعمة بالذهب. بياض العيون مصنوع من الكالسيت والبؤبؤ من حجر السج. وكانت المخالب من الفضة. تم العثور على تمثال أنوبيس مشابه جدًا في قبر الملك المصري حورمحب (مقبرة 57). ابن آوى، المصنوع من خشب الأرز، كان له عيون مطعمة مفقودة الآن، وطُلي بالأسود مع طوق مذهب من الجبس. كما تم العثور على جسد ومخلب ابن آوى آخر، إلى جانب رأسين متشظين من رأس ابن آوى. على عكس ابن آوى توت عنخ آمون، كانت المخالب مصنوعة من النحاس.
كان تمثال أنوبيس ملفوفًا بقميص من الكتان يرجع تاريخه إلى السنة الملكية السابعة للملك المصري أخناتون حسب نقش حبر عليه. كان يوجد تحته شاش كتان ناعم للغاية مربوط في مقدمة العنق. فوق هذا كان يوجد طوقان من الزهور الرفيعة من اللوتس الأزرق وزهرة الذرة، مربوطان في مؤخرة العنق. بين الأرجل الأمامية جلست لوحة كتابة عاجية منقوشة باسم ميريت آتون الابنة الكبرى لأخناتون.
تم فصل التمثال عن سطح الضريح في 25 أكتوبر 1926 حتى يمكن نقله عبر حجرة الدفن. تم نقل الضريح على زلاجته وابن آوى إلى المختبر بعد يومين في 27 أكتوبر. لوحظ أن الخشب تقلص على مدى آلاف السنين، مما تسبب في انتفاخ السطح المذهب للخارج. تم تقوية الأسطح والمناطق الضعيفة بالشمع.

## الضريح

أنوبيس جالس على قبر يرمز إلى حمايته للمقبرة

الضريح الذي يجلس عليه التمثال هو شبه منحرف. في سجلاته، أطلق عليه هوارد كارتر اسم الصرح بسبب تشابهه مع بوابات المعبد المصري الضخم. مثل ابن آوى، فإن الضريح مصنوع أيضًا من الخشب، وطبقة من الجص مغطاة بورق الذهب. الحافة العلوية بها كورنيش مقوس للخارج مع قالب طولي. تم تزيين الجوانب بأعمدة جد، وهي رمز للقدرة على التحمل يرتبط ارتباطًا وثيقًا بالإله أوزوريس وعقد تيت، والتي يمكن أن تدوم مدى الحياة، مثل عنخ، وهي رمز للإلهة إيزيس. تصميم كوات غائرة تزين الحافة السفلية. تجري النقوش أفقيًا على طول الحافة العلوية وعموديًا على طول جوانب الضريح. تستدعي النقوش مظهرين من مظاهر أنوبيس: إميوت (جمج وزن - «من هو في لفاته») وخينتي سيه نيتجر («أول قاعة الإله»). يوجد داخل الضريح أربع صواني صغيرة وحجرة كبيرة. احتوت الصواني الصغيرة على أشياء عبادة تتكون من أرجل أمامية من الخزف، وشخصيتين مومياء، وشخصيات رع وتحوت، وعمود من ورق البردي من القيشاني، وشكل من الشمع لطائر، وقطع من الراتنج، وكوبين من الكالسيت يحتويان على مزيج من الملح، وكبريتات الصوديوم، والنطرون، في حين أن الحجرة الكبيرة تحتوي على مجوهرات ملفوفة بالكتان ومختومة ولكن تم إزعاجها من قبل اللصوص.

## الوظيفة والأهمية

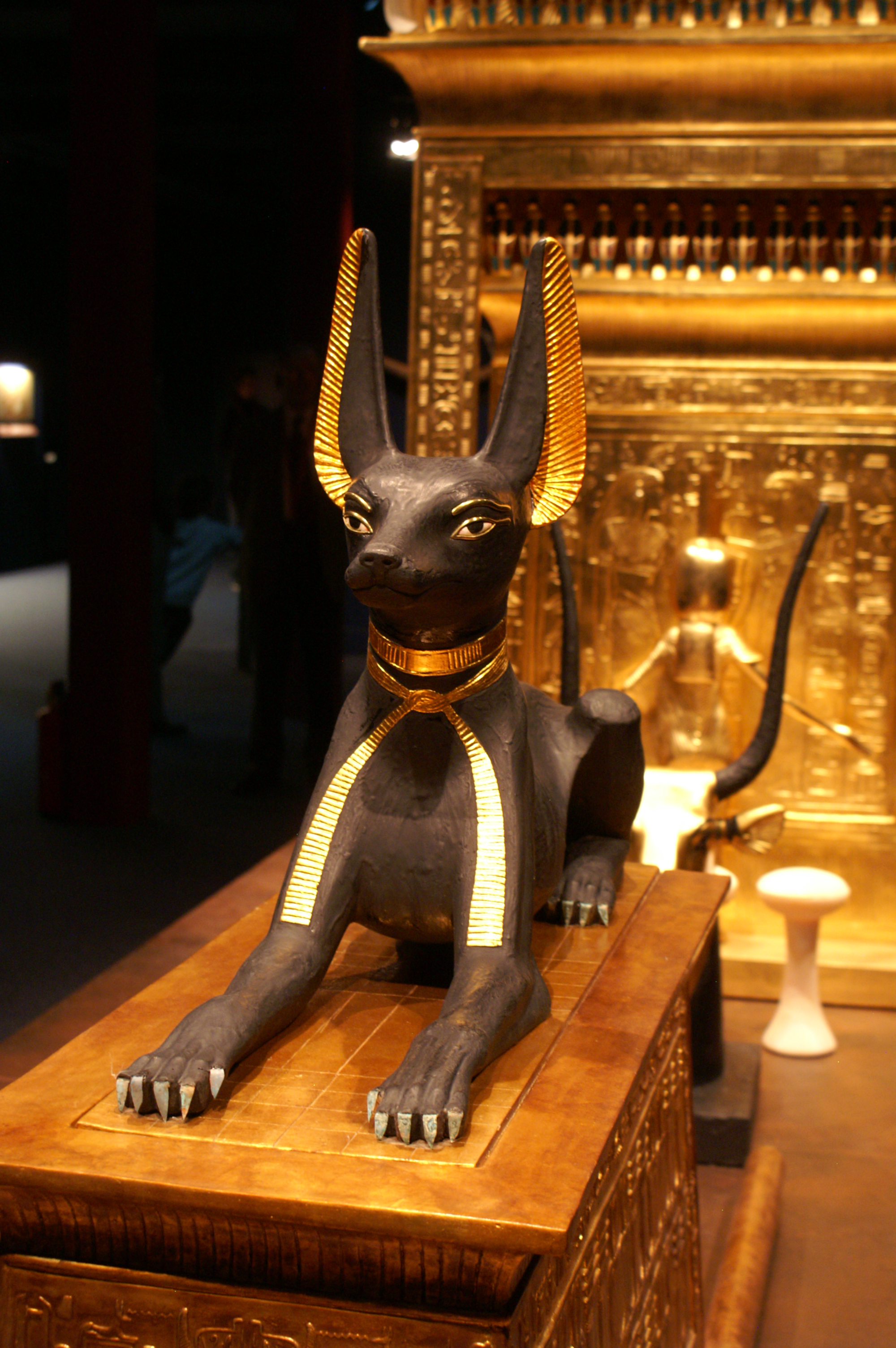
إعادة تفعيل حالة الاكتشاف: نسخة طبق الأصل من ضريح أنوبيس، وخلفه الضريح الكانوبي

تم تثبيت الضريح على مزلقة على شكل مزلقة لها عمودان للحمل بارزان من الأمام والخلف. لذلك يُفترض أن ضريح أنوبيس قد استخدم في الموكب الجنائزي للملك المصري قبل وضعه أمام الصندوق الكانوبي في الخزانة. يوضح هذا الموقع واتجاه ضريح أنوبيس نحو الغرب، واتجاه الحياة الآخرة في المعتقد المصري القديم، دور الإله أنوبيس كحارس للمقبرة. يتضح هذا من خلال لبنة صغيرة من الطين غير المحروق، والمعروفة باسم الطوب السحري، وجدت عند مدخل غرفة المتجر، أمام الضريح. كان هذا خامس لبنة سحرية يتم العثور عليها في مقبرة توت عنخ آمون. وفقًا لكارتر، تم وضع الطوب عند مدخل الخزانة لسبب، حيث كان للقرميد صيغة سحرية، تهدف إلى حماية المتوفى:
أنا من أعيق الرمل عن خنق الغرفة السرية، وأصد ذلك الذي يصده بلهب الصحراء. لقد أشعلت النار في الصحراء، لقد تسببت في خطأ المسار. أنا من أجل حماية المتوفى.
كان النقش على هذا الطوب هو أصل لعنة الفراعنة، والتي تم نشرها في الصحافة العالمية في ذلك الوقت في العديد من النسخ المختلفة بدلاً من هذه الترجمة الأصلية.
تمثال ابن آوى ممددًا على الضريح في نفس وضع وشكل الهيروغليفية المصرية (قائمة جاردنر: E16) لأنوبيس. ومع ذلك، تشير هذه الهيروغليفية أيضًا إلى العنوان «أنوبيس فوق الألغاز»، على ما يبدو بمعنى مزدوج: مراقب الألغاز وسيدها.

## تمثيلات قابلة للمقارنة
يمكن أيضًا العثور على تصوير لابن آوى مستلقي على ضريح، على سبيل المثال، في المعبد الجنائزي للملكة حتشبسوت في الدير البحري. تواجه الحيوانات بعضها البعض وترتدي أيضًا طوقًا ووشاحًا حول أعناقها. القماش المعقود هنا يشبه الهيروغليفية V7 في قائمة جاردنر

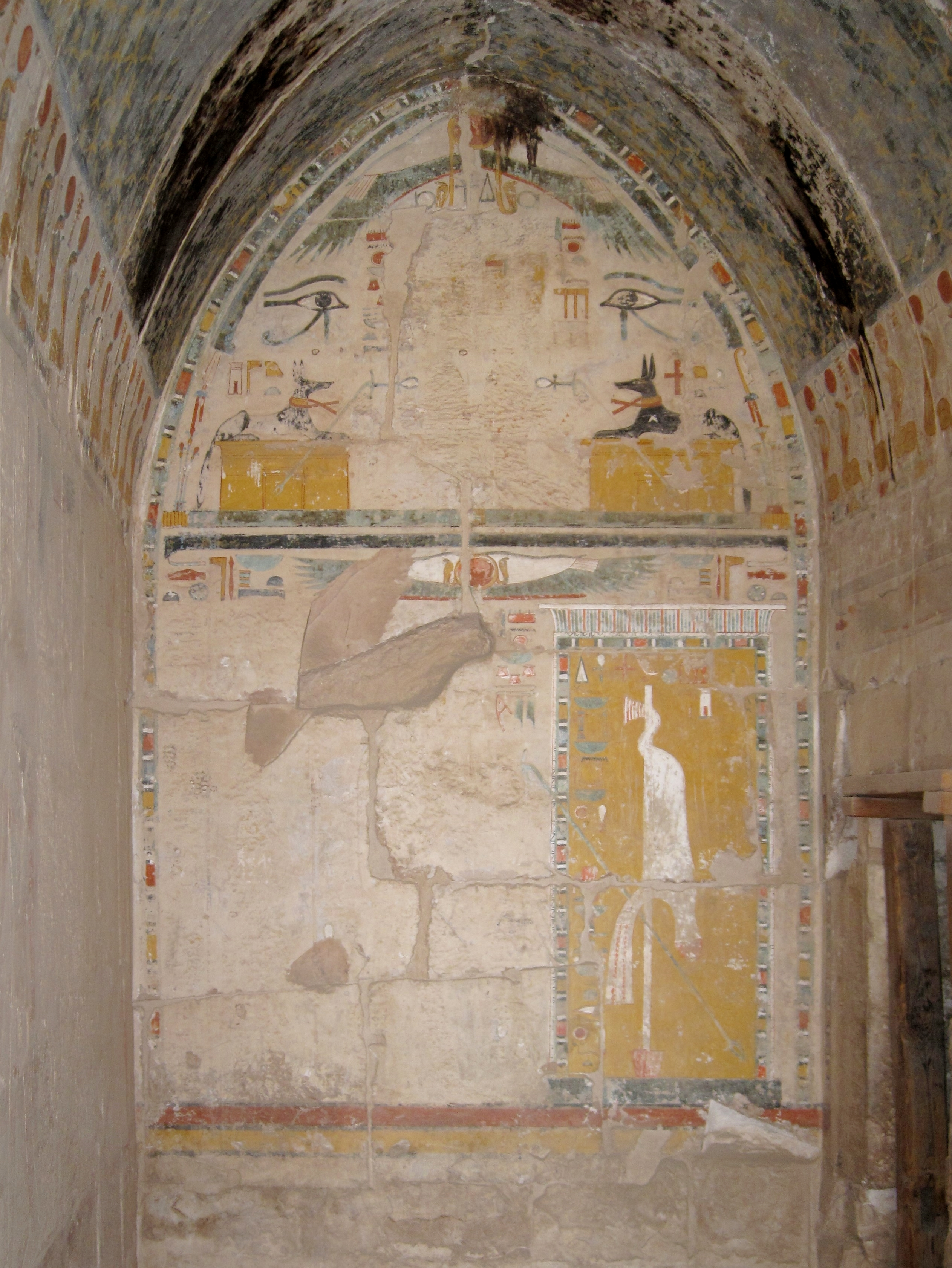
معبد حتشبسوت الجنائزي: بنات آوى مستلقية (الثلث العلوي) فوق الهيروغليفية للسماء ("حيوان أليف") و الشمس المجنحة، أسفل إميوت
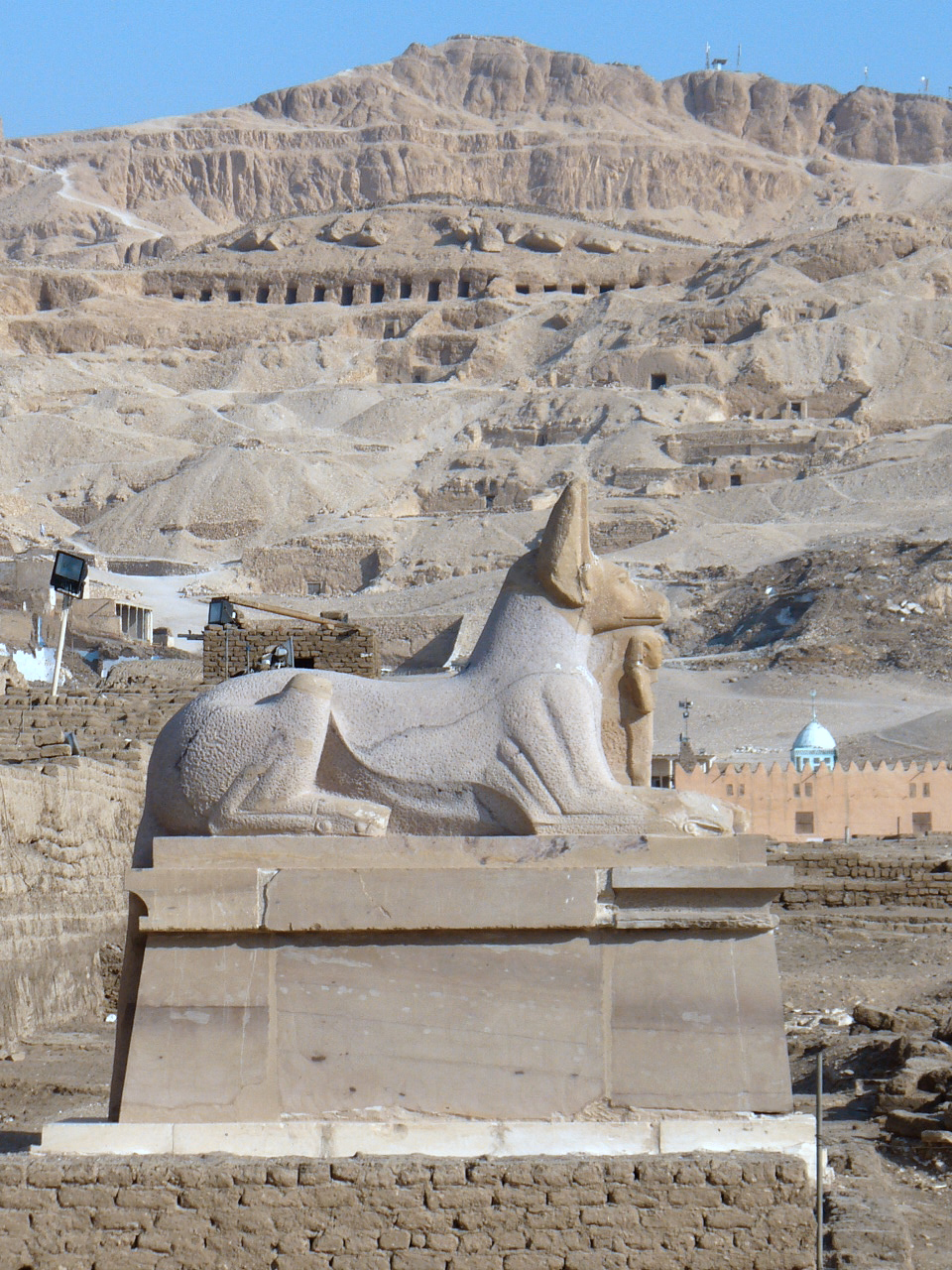
أنوبيس على ضريح (معبد الرامسيوم، طيبة غرب)
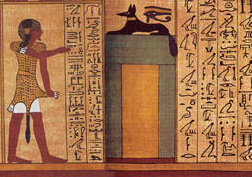
الكاهن سيم يرتدي جلد النمر أمام أنوبيس (بردية دي أني)